# 四煙囪客輪
四煙囪客輪（英語：Four-funnel liner），是指具有四個煙囪的远洋班轮。在1897年到1921年期間，西方世界共建造14艘擁有四個煙囪的班轮。這些班轮被視為航海史上唯一擁有如此多煙囪的船隻，除了1860年的大東方號原本就有五個煙囪之外。然而，這些煙囪中有部分是虛假的，因此四個煙囪在客輪中的主要意義，則在於象徵航運公司在20世紀初為追求宏偉規模所做的努力，同時也為乘客營造了安全且強大的印象。
在這14艘船中，共有12艘在北大西洋航線上營運。其中共五艘屬於德國船，八艘屬於英國船，最後一艘則為法國船。它們都是當時最大且聲名遠播的班轮。然而，在第一次世界大战爆發後，四煙囪客輪的風潮逐漸消退。雖然一爭結束後還建造了兩艘班轮，但僅有阿奎塔尼亞號是唯一倖存至第二次世界大戰結束的船隻。

## 沿革

### 誕生

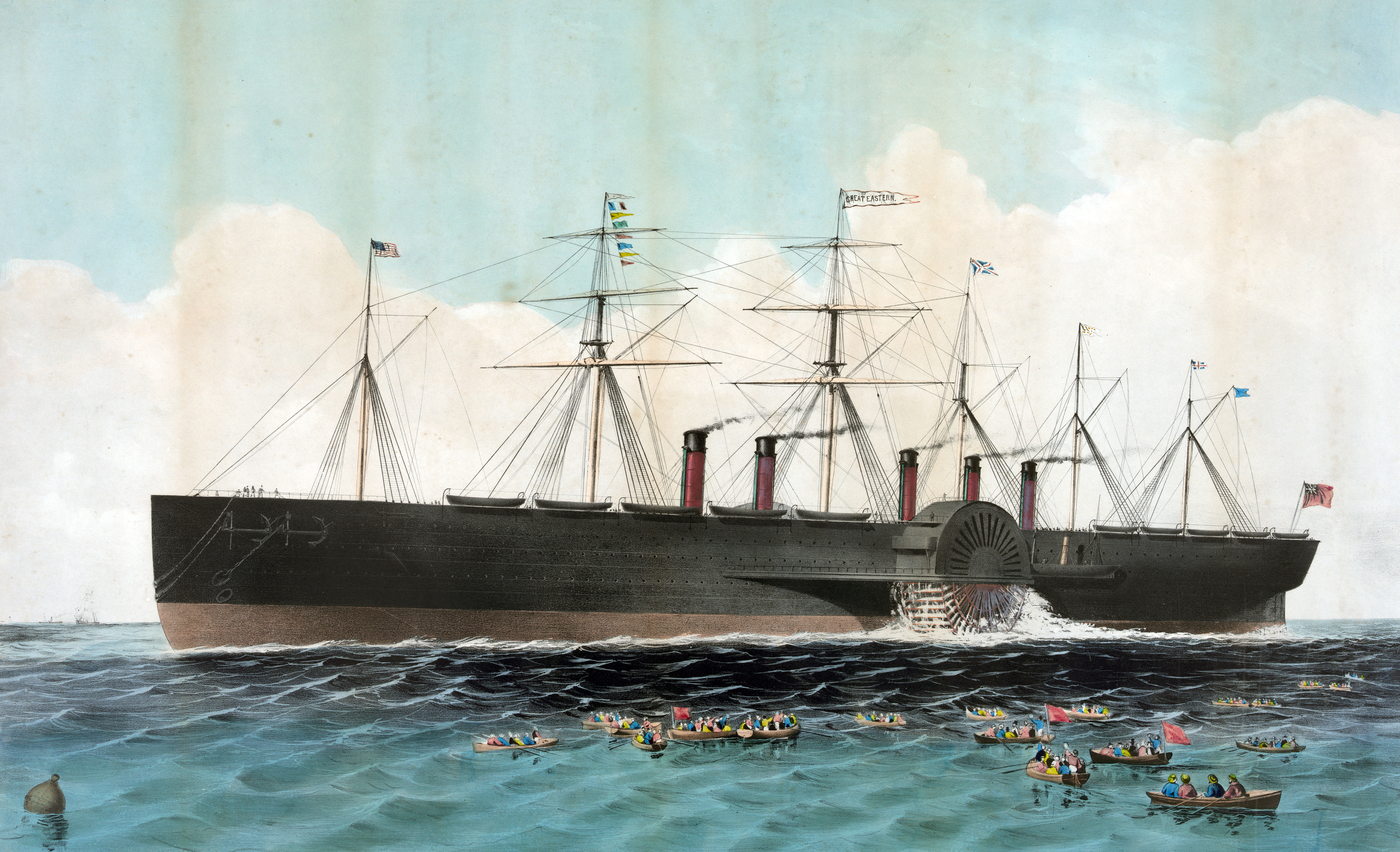
大東方號，唯一擁有五個煙囪的班輪。

19世紀末期，蒸汽船上的煙囪主要用於排出來自鍋爐室多餘的煙霧、熱氣和蒸汽。隨著客輪變得更加龐大，船體因而需要使用更多的鍋爐進行能源供應。因此煙囪的數量，在當時被視為速度和安全的象徵，因此自20世紀初期，航運公司開始會增加虛假的煙囪（例如奥林匹克级远洋班轮），以營造公司及旗下旗艦船隻強大的印象。
唯一的例外是大東方號，該船隻於1858年1月31日下水，是唯一配備五個煙囪的远洋班轮。然而，該船於1865年移除了一個煙囪，因此成為首艘只有四個煙囪的班轮。然而，大東方號不久後被改裝為敷設電纜的船舶，並且在改裝成四個煙囪後，從未作為客輪運營。
第一艘特意建造具有四個煙囪的班轮凱撒·威廉大帝號於1897年5月4日下水，它被視為20世紀初至中期的远洋班轮黃金時代中的先驅之一。各家競爭的航運公司在隨後開始在短時間內建造具有四個煙囪的班轮。紛紛將速度和豪華同時作為追求的目標，其中，丘纳德航运公司的新型船隻卢西塔尼亚号和毛里塔尼亞號均配置有四個鍋爐室，每個鍋爐室配有一個煙囪。該型號首次使用了蒸汽轮机代替往復式蒸汽機。由於此項設計，這為它們創下了新的速度創造了條件。
為了迎合20世紀初的風格和時尚，白星航運公司則選擇在三艘奧林匹克級远洋班轮上安置虛假的第四個煙囪，以利與丘纳德航运的船舶競爭。

### 衰落
第一次世界大戰結束後，四個煙囪作為規模和力量的象徵逐漸失去重要性。隨後的旗艦船隻則為了節省甲板空間，僅配備了三個煙囪。同時隨著船舶建造技術的進步，伊利沙伯皇后號、茅利塔尼亞號（1938年）、不來梅號、新阿姆斯特丹號和美國號進一步將煙囪的數量減少為兩個。現代游轮大多只有一個煙囪，而許多軍艦則完全取消了煙囪的配置。
隨著時間的推移，四煙囪班轮顯得老舊。第一艘發生意外的四煙囪客輪是鐵達尼號，她於1912年撞上冰山後沉沒。在第一次世界大戰期間，許多四煙囪客輪在敵方艦艇的襲擊下沉沒。最後兩艘星艦四個煙囪的班轮則為阿倫德爾城堡號和溫莎城堡號，它們於1921年開始營運。到了1922年，只剩下10艘擁有四個煙囪的班轮。大蕭條開始時，僅剩下8艘擁有四個煙囪的班轮。
到了1940年，僅剩阿奎塔尼亞號成為最後一艘保留四個煙囪並持續運營的班轮，它後來第二次世界大戰中服役，並在戰後之後度過了一段平靜的服務生涯，最終在1950年被報廢。至此，四煙囪远洋班轮的時代宣告結束。

## 客輪

### 德國

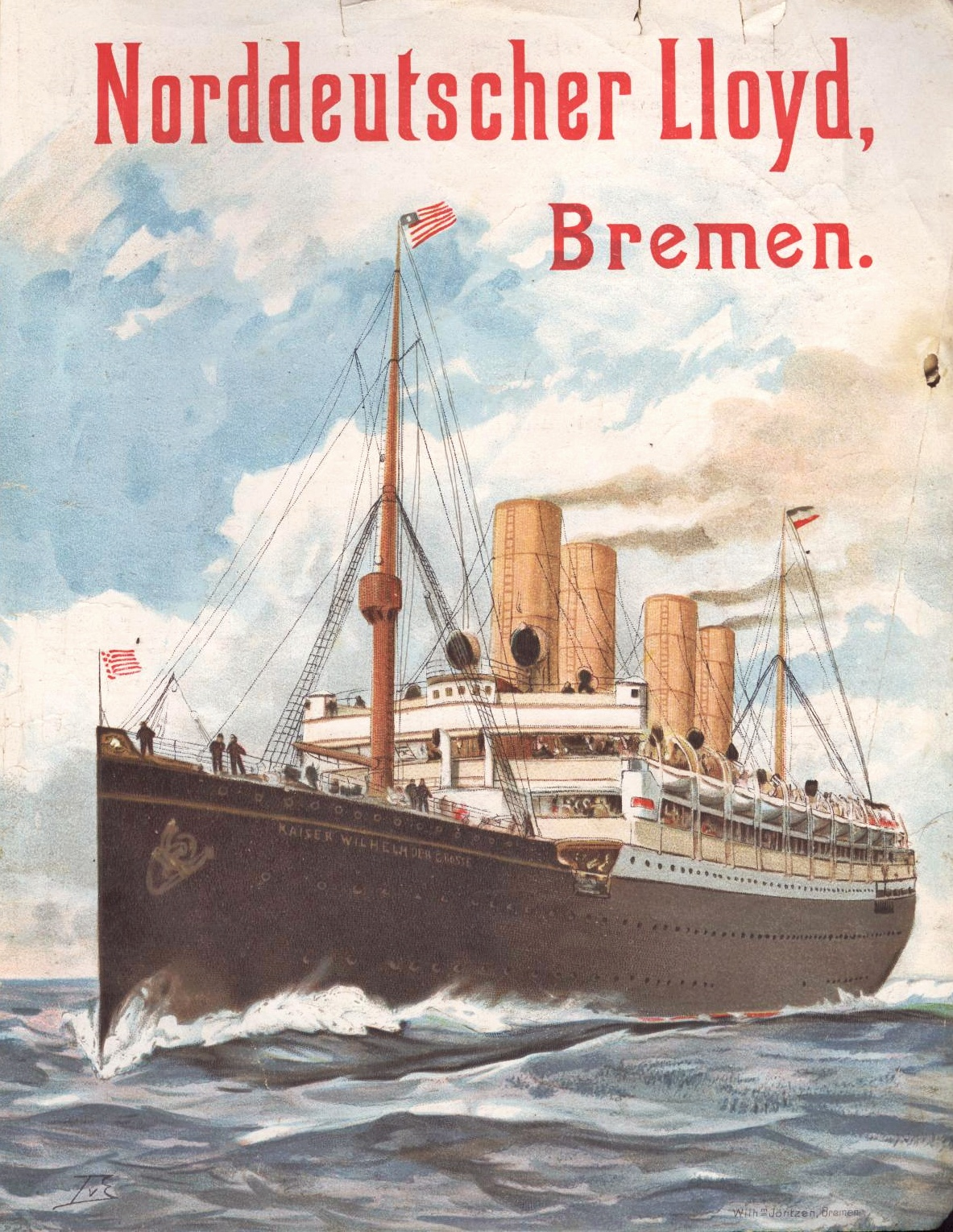
「四飛行者（Four Flyers）」系列船舶的宣傳海報，1903年。

德國是最早提出四煙囪客轮概念的國家，其中包括由北德意志-劳埃德在1897年至1906年間運營的「四飛行者（Four Flyers）」系列船舶。這些船舶包括凱撒·威廉大帝號、威廉王子號、凱撒·威廉二世號和克朗普林茨·塞西莉號。這些船舶的特點是擁有兩組煙囪透過Y形通道將煙霧引導到所有的煙囪中，而原本這些船只需要兩個煙囪。
前三艘船舶以奪取藍絲帶獎的速度記錄而著稱，而第四艘船舶則注重尺寸和豪華。然而在第一次世界大戰期間，除了凱撒·威廉大帝號被棄置在非洲海岸外，其他三艘船舶則被美國政府沒收，這些船舶在此後都沒有恢復商業營運。
此外，德國還擁有另一艘擁有四個煙囪的班轮，即德國號（Deutschland），該船舶於1900年由汉堡-美洲航运公司（HAPAG）投入服務。該船舶的唯一銷售優勢在於其速度。然而，隨著其他班轮打破其速度紀錄，德國號產生的搖晃和振動最終使乘客流失，導致該船的業務遭遇著屢屢失敗，最終在1925年被拆解。

### 英國

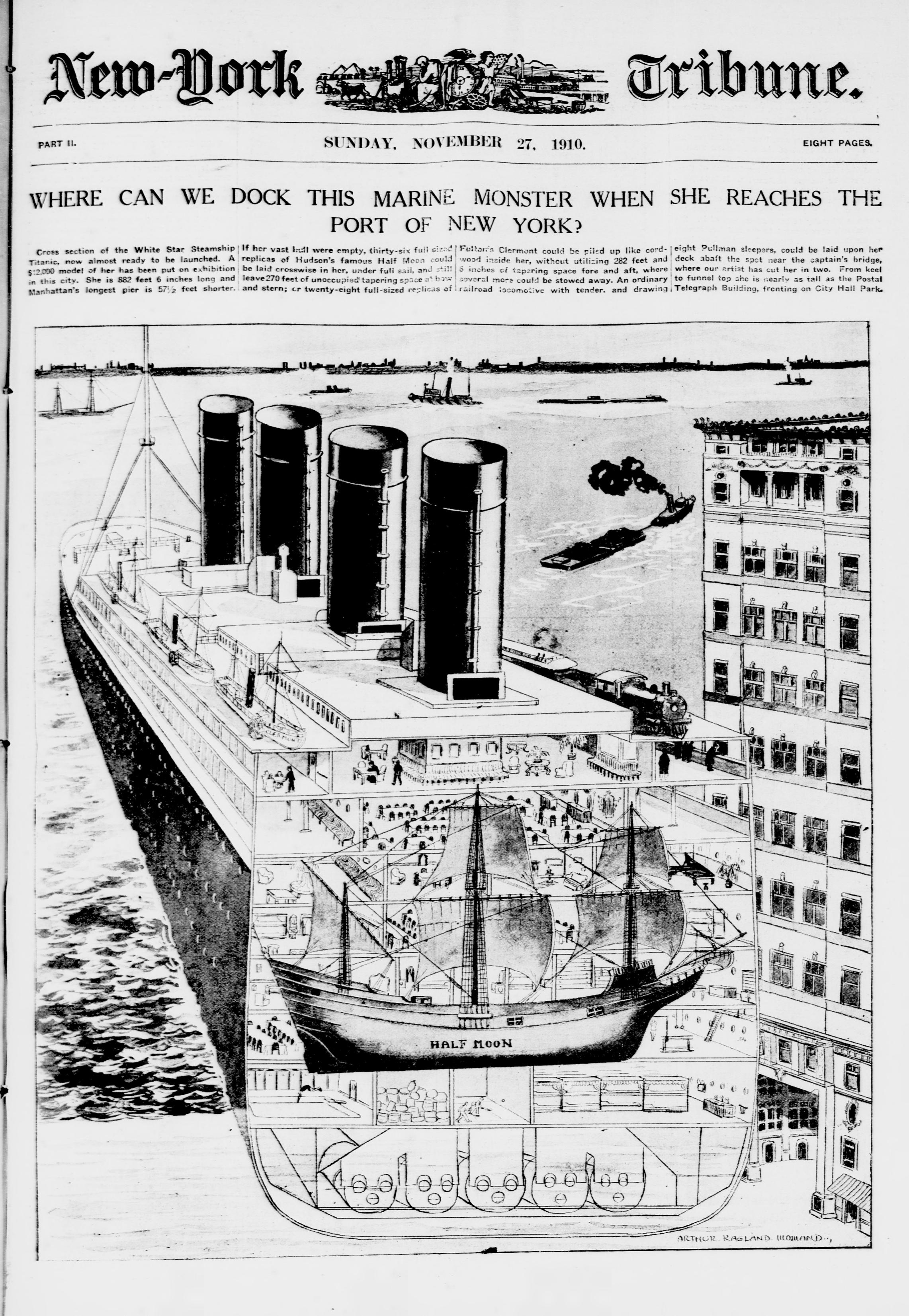
《紐約論壇報》在1910年11月27日的頭版，即在討論奧林匹克級郵輪的巨大尺寸。

#### 丘纳德航运
英國第一批擁有四個煙囪的船舶是卢西塔尼亚号和茅利塔尼亞號。這兩艘船舶由丘纳德航运公司建造，旨在打破北大西洋航線的速度紀錄，其中茅利塔尼亞號共保持了二十年的紀錄。因此這些船舶的四個煙囪，更象徵著它們的巨大和強大。除了速度外，這些船舶也是當時最大的船舶之一。
到了1914年，第三艘姊妹船阿奎塔尼亞號加入了航線。儘管它比前兩艘船更大、更宏偉，但速度較慢。然而它仍保留了相同的外觀和四個煙囪。

#### 白星航運
為了應對丘纳德航运公司建造的高速船舶，白星航運推出了奧林匹克級的三艘远洋班轮：奧林匹克號、鐵達尼號和巨人號（後來更名為不列颠號）。這些船舶並非追求速度，而是著重於奢華、安全和規模。因此，它們的第四個煙囪是虛假的，主要用於保持船舶審美的統一，並提供廚房通風。
在這三艘船中，只有奧林匹克號完成了商業航行，鐵達尼號在首航時沉沒，不列颠號在戰爭期間被用作医疗船後沉沒。因此，奧林匹克號成為唯一一艘成為20世紀20年代北大西洋航行的「四煙囪客輪」之一。

#### 其他
仍有兩艘英國班轮採用四個煙囪的設計，它們是聯合城堡線航運公司旗下的阿倫德爾城堡號和溫莎城堡號。這兩艘班轮是唯一沒有在跨大西洋航線上營運的四煙囪客輪。儘管它們的建造計劃始於1916年，但直到1921年和1922年才投入南非航線服務。
儘管它們是最後建造的「四煙囪」班轮，但它們並不是最後退役的班轮。在1930年代中期，這兩艘班轮被送往貝爾法斯特的哈兰德与沃尔夫造船厂進行現代化改造，將煙囪的數量減少到兩個。

### 法國
法國在其歷史上只建造了一艘擁有四個煙囪的班轮，即由大西洋海運公司於1912年投入服務的法國號。儘管相較於同時期的英國和德國班轮尺寸較小，該船以其奢華聞名，被譽為「大西洋的凡爾賽宮」，並曾是法國海軍的驕傲之一。然而，該船於1932年被解體報廢。

## 客輪列表
| 圖片 | 班輪                | 所有者            | 推出時間       | 結果                                   |
| ---- | ------------------- | ----------------- | -------------- | -------------------------------------- |
|      | 阿奎塔尼亞號        | 丘纳德航运        | 1913年4月21日  | 1950年報廢                             |
|      | 阿倫德爾城堡號      | 聯合城堡線        | 1919年9月11日  | 1959年報廢                             |
|      | 不列顛號            | 白星航運          | 1914年2月26日  | 1916年11月21日沈沒                     |
|      | 德國號              | 汉堡-美洲航运公司 | 1900年1月10日  | 1925年報廢                             |
|      | 法國號（1910年）    | 大西洋海運公司    | 1910年9月10日  | 1935年報廢                             |
|      | 凱撒·威廉二世號}}   | 北德意志-劳埃德   | 1902年8月12日  | 1940年報廢                             |
|      | 凱撒·威廉大帝號     | 北德意志-劳埃德   | 1897年5月4日   | 1914年8月26日沈沒； 1952年現場拆除殘骸 |
|      | 威廉王子號          | 北德意志-劳埃德   | 1901年3月30日  | 1923年報廢                             |
|      | 克朗普林茨·塞西莉號 | 北德意志-劳埃德   | 1906年12月1日  | 1940年報廢                             |
|      | 盧西塔尼亞號        | 丘纳德航运        | 1906年6月7日   | 1915年5月7日擊沉                       |
|      | 茅利塔尼亞號        | 丘纳德航运        | 1906年9月20日  | 1935年報廢                             |
|      | 奧林匹克號          | 白星航運          | 1910年10月20日 | 1935–37年報廢                          |
|      | 鐵達尼號            | 白星航運          | 1911年5月31日  | 1912年4月15日沈沒                      |
|      | 溫莎城堡號          | 聯合城堡線        | 1921年3月9日   | 1943年3月23日沈沒                      |

## 外部連結

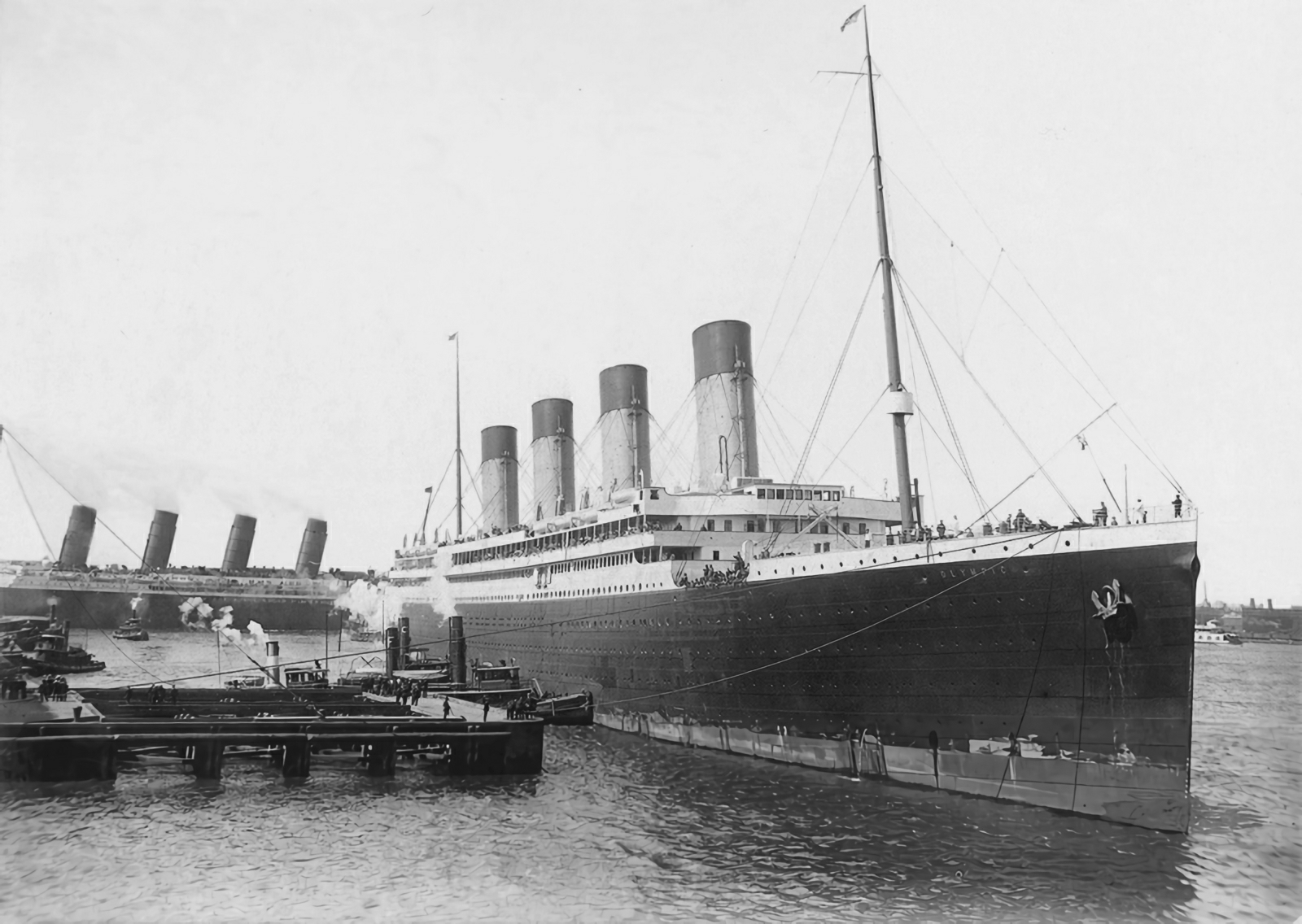
卢西塔尼亚号（左側背景）與奧林匹克號（右）

- 维基共享资源上的相關多媒體資源：Four-funnel liners